# (38301) 1999 RH92
1999 RH92 (asteroide 38301) é um asteroide da cintura principal. Possui uma excentricidade de 0.02729750 e uma inclinação de 1.39028º.
Este asteroide foi descoberto no dia 7 de setembro de 1999 por LINEAR em Socorro.